# Allan Fung

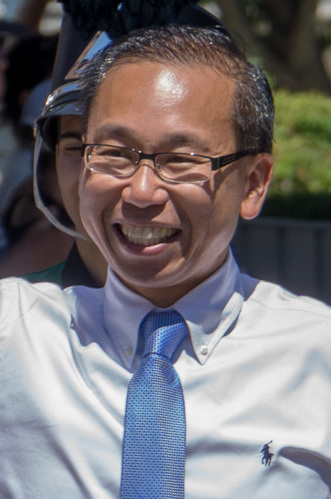
Allan Fung

Allan Fung (* 25. Februar 1970 in Providence, Rhode Island) ist ein US-amerikanischer Rechtsanwalt und Politiker.
Fung war 2009 bis 2021 Bürgermeister der Stadt Cranston. Er folgte auf den Demokraten Michael Napolitano und wurde damit der erste chinesischstämmige Bürgermeister im Bundesstaat Rhode Island. Fung war 2014 Kandidat der Republikaner für die Wahl zum Gouverneur von Rhode Island. Er unterlag bei der Wahl Gina Raimondo. Auch 2018 tritt er gegen Gina Raimondo bei der Wahl zum Gouverneur an. 2022 sicherte er sich die republikanische Nominierung für die Wahl zum Abgeordneten für den 2. Kongresswahlbezirk von Rhode Island, bei welcher er dem Demokraten Seth Magaziner unterlag.